# William Barr

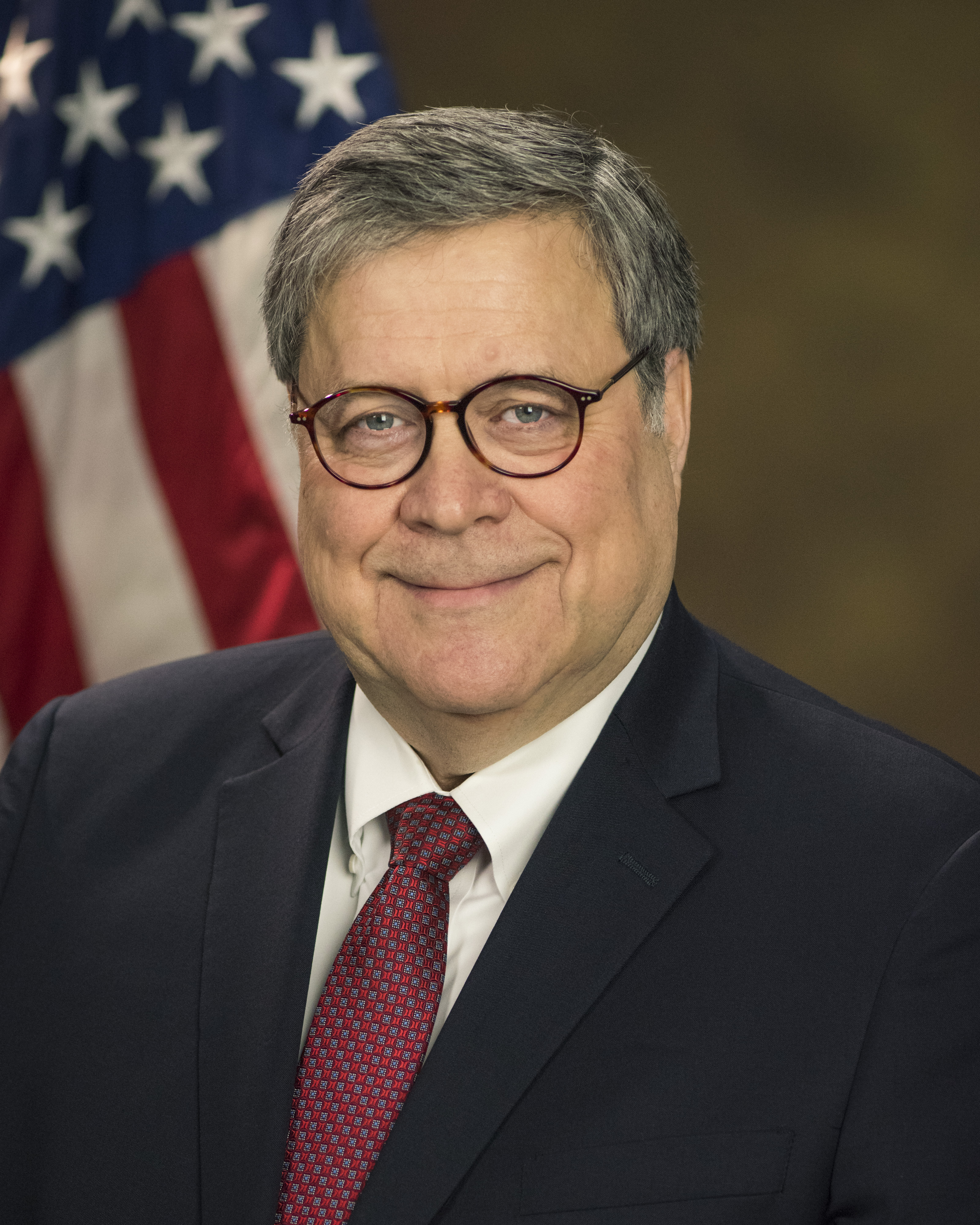
William „Bill“ Barr (2019)

William „Bill“ Pelham Barr (* 23. Mai 1950 in New York City) ist ein US-amerikanischer Politiker der Republikanischen Partei. Er war zwischen November 1991 und Januar 1993 Justizminister der Vereinigten Staaten (United States Attorney General) im Kabinett George H. W. Bush. US-Präsident Donald Trump ernannte ihn im Februar 2019 zum Justizminister in seinem Kabinett. Im Dezember 2020 trat Barr zurück.

## Leben

### Herkunft, Ausbildung und erste berufliche Schritte
William Barrs Vater Donald Barr war ein Schriftsteller und unterrichtete unter anderem Englische Literatur an der Columbia University.
Er war gebürtiger Jude und konvertierte zum Katholizismus. William Barrs Mutter Mary Margaret, geborene Ahern, war irischen Ursprungs und unterrichtete ebenfalls an der Columbia University. Barr und seine drei Brüder wurden katholisch erzogen.
Barr schloss seine Studien der Verwaltungswissenschaften sowie der Sinologie 1971 mit einem Bachelor und 1973 mit einem Mastergrad an der Columbia University ab. Anschließend absolvierte er ein Studium der Rechtswissenschaften an der George Washington University Law School, das er 1977 mit einem Juris Doctor (J.D.) und dem Prädikat Summa cum laude beendete.
Bereits während seines Studiums war Barr von 1973 bis 1977 Mitarbeiter der Central Intelligence Agency (CIA). Im Anschluss daran war er Beamter des Appellationsgerichts für den District of Columbia. Anschließend arbeitete er als Rechtsanwalt in Washington. In den Jahren 1982 bis 1989, während der Regierungszeit von Ronald Reagan, war er im innenpolitischen Stab des Weißen Hauses tätig. Danach arbeitete er mehrere Jahre als Rechtsanwalt in einer großen Kanzlei in Washington, D.C.
Barr begann seine Laufbahn im Justizministerium 1989 als Assistent des Generalstaatsanwalts und Leiter des Büros für Rechtsberatung. Im Mai 1990 wurde er Stellvertretender Generalstaatsanwalt der Vereinigten Staaten (United States Deputy Attorney General). Dieses Amt übte er bis zu seiner Ernennung zum amtierenden Generalstaatsanwalt im August 1991 aus.

### Erste Amtszeit als Justizminister
Am 26. November 1991 berief ihn Präsident George H. W. Bush als Nachfolger von Dick Thornburgh zum Justizminister (United States Attorney General). Barr gehörte dem Kabinett bis zum Ende von Bushs Amtszeit am 20. Januar 1993 an. 1992 startete er ein Telefonüberwachungsprogramm, um Informationen über Auslandsgespräche unbescholtener US-Bürger zu sammeln. Das geheime Programm, das zunächst von der Drogenermittlungsbehörde beaufsichtigt und betrieben wurde, zeichnete mehrere Milliarden Verbindungsdaten und weitere Informationen von Gesprächen aus nahezu allen US-Bundesstaaten in 116 Länder auf. Der Leiter der Inneren Revision des Justizministeriums kam im März 2019 zu dem Schluss, dass das Programm gestartet worden war, ohne vorher rechtlich zu prüfen, ob es legal bzw. verfassungsgemäß sei. Er bewertete aber nicht die Frage, ob die Erfassung der Daten rechtmäßig gewesen sei. Laut der Zeitung USA Today lieferte das Programm die „Blaupause für ein umfassenderes Überwachungsprogramm“, das die US-Regierung nach den Terroranschlägen vom 11. September 2001 startete. Dessen Ausmaß und technische Möglichkeiten wurden der Öffentlichkeit später durch Edward Snowdens Enthüllungen bekannt (siehe NSA-Affäre).

### Privatwirtschaft
Nach seinem Ausscheiden aus dem Amt des Justizministers war Barr wiederum als Rechtsanwalt tätig und zugleich auch Vorstandsmitglied mehrerer Unternehmen. Barr war außerdem von 2001 bis Juli 2005 Mitglied des Aufsichtsgremiums des College of William & Mary in Williamsburg (Virginia). Von 2000 bis 2008 arbeitete er als Leiter der Rechtsabteilung und als Vizepräsident bei dem US-amerikanischen Telekommunikationsunternehmen Verizon Communications, wo er durchschnittlich 1,7 Mio. US$ pro Jahr verdiente; bei seinem Ausscheiden erhielt er 10 Mio. US$ als Abfindung sowie weitere 17 Mio. US$ als Altersvorsorge. 2008 arbeitete er als externer Berater Of counsel für die internationale Anwaltskanzlei Kirkland & Ellis, bei der er ab 2017 festangestellt war.

### Justizminister im Kabinett Trump
Im Dezember 2018 nominierte Präsident Donald Trump Barr als Nachfolger von Jeff Sessions zum Justizminister. Dabei sagte der Präsident, er kenne Barr erst seit kurzem. Barr plädierte im Januar 2019 bei seiner Anhörung vor dem Justizausschuss des US-Senats dafür, dass Sonderermittler Robert Mueller die Untersuchung von Einmischungen in den Präsidentschaftswahlkampf zu Ende bringen kann. Nach seiner Bestätigung durch den US-Senat trat Barr sein Amt am 14. Februar 2019 an.
Am 22. März 2019 legte Mueller ihm den Abschlussbericht der Ermittlungen vor; zwei Tage darauf berichtete Barr dem Kongress in einem vierseitigen Brief über die Ergebnisse und führte darin aus, dass erstens der Bericht des Sonderermittlers nicht den Nachweis erbringen konnte, dass es eine Verschwörung gegeben habe oder eine verbotene Absprache zwischen dem Wahlkampfteam Trumps und Russland, oder eine Koordination mit Russlands Versuchen, die Wahlen zu beeinflussen, und zweitens, dass eine Entscheidung des Sonderermittlers darüber ausgeblieben war, ob Trump wegen Justizbehinderung strafrechtlich zu verfolgen sei. Dabei führte Barr ein Zitat an aus dem zu diesem Zeitpunkt dem Kongress und der Öffentlichkeit noch unbekannten Bericht, der besagte, dass man zwar nicht den Nachweis erbringen oder zu dem Schluss kommen konnte, dass Trump eine Straftat begangen habe, aber auch, dass Trump nicht entlastet sei, und dies aufgrund der zahlreichen im Bericht aufgeführten Indizien und Erkenntnisse („while this report does not conclude that the President committed a crime, it also does not exonerate him“). Mueller wählte diese Formulierung, weil eine interne Richtlinie des Justizministeriums (DOJ) allen Staatsanwälten untersagt, ein gegen einen amtierenden Präsidenten gerichtetes Strafverfahren zu eröffnen. Deshalb leitete er kein Verfahren gegen Trump ein. Mueller bestätigte dies auch später während seiner Anhörung im Kongress, und er bejahte außerdem die Frage, ob Trump nach seiner Präsidentschaft wegen Justizbehinderung angeklagt werden könne. Außerdem gab Barr wichtige Erkenntnisse verkürzt wieder über die russische Wahlkampfeinmischung, indem er etwa in seinem Brief nur kleine Nebensätze zitierte, die ohne die vorherigen und Indizien enthaltenden Hauptsätze dann ausblendeten, dass das Trump-Team zumindest versucht hatte, über russische Mittelsmänner mit Russland zu konspirieren. Auf einer eigens angesetzten Pressekonferenz stellte Barr im Beisein seines Stellvertreters Rod Rosenstein dann das Ergebnis der Untersuchung außerdem so dar, dass die vorliegenden Beweise nicht ausreichten, um zweifelsfrei belegen zu können, dass Trump aktiv eine an sich strafbare Behinderung der Justiz betrieben habe. Tatsächlich hatte Mueller in dieser Frage nicht im gleichen Umfang wie etwa zur Wahlkampfeinmischung ermittelt, weil dies nicht zu seinem Untersuchungsauftrag gehörte und weil die Richtlinie des Justizministeriums die Strafverfolgung Trumps ausdrücklich untersagte. Nach Veröffentlichung des Berichts mit seinen sehr umfangreich geschwärzten Passagen und nach der Anhörung Muellers wurde klar, dass diese Aussage überhaupt nicht haltbar war, weshalb Barrs Pressekonferenz von demokratischen Politikern und weiten Teilen der Presse als Barrs Versuch der Reinwaschung Trumps gebrandmarkt wurde, und weshalb die Demokraten ihn zum Rücktritt aufforderten.
Eine solche Reinwaschung gilt gerade in den USA auch deshalb als skandalös, weil ein Generalbundesanwalt in Justiz- bzw. Strafangelegenheiten eigentlich seine Unabhängigkeit gegenüber der Regierung bewahren soll, auch wenn die Funktion mit einem Sitz im Kabinett verbunden ist. Barr schloss dann auch weitere Justizmaßnahmen gegen Trump und sein Wahlkampfteam zunächst aus.
Nach 17-jähriger Pause bei Hinrichtungen nach Bundesrecht ordnete Barr am 25. Juli 2019 deren Wiederaufnahme an. Nach monatelangen juristischen Auseinandersetzungen begannen im Juli 2020 die Hinrichtungen. Im letzten halben Jahr der Amtszeit Barrs wurde bei bisher 10 Personen die Todesstrafe nach Bundesrecht vollstreckt – so viele Hinrichtungen pro Jahr nach Bundesrecht hatte es seit dem Jahr 1896, d. h. seit 124 Jahren nicht gegeben. Barr und sein Vize und kommissarischer Nachfolger Jeffrey Adam Rosen verteidigten dies mit dem Argument, dass den Opfern schrecklicher Verbrechen und deren Angehörigen Gerechtigkeit widerfahren müsse.
Als einer der engsten Vertrauten Trumps geriet Barr im Herbst 2019 in den Fokus der Untersuchungen zur Ukraine-Affäre. Barr und seine Mitarbeiter wie auch Trump selber haben seit dem Beginn der Ermittlungen im Rahmen der Untersuchungen in dieser Affäre mehrfach Vorladungen von Mitarbeitern des Weißen Hauses vor den Ausschuss unterbunden, was nach Darstellung vieler Kommentatoren ein einmaliger Vorgang ist. Möglich ist dies überhaupt durch die starke Stellung des Präsidenten im politischen System der Vereinigten Staaten.
Nachdem US-Präsident Trump zahlreiche Tweets veröffentlicht hatte, auch solche zu laufenden Strafverfahren, äußerte Barr im Februar 2020, er werde sich von niemandem einschüchtern lassen, auch nicht von Trump, sondern er werde sich für die Integrität und Unabhängigkeit der Justiz einsetzen.
Nach der US-Präsidentschaftswahl 2020 distanzierte sich Barr im Dezember 2020 deutlich von den unbelegten Behauptungen des abgewählten Präsidenten Trump, es habe bei der Wahl massive Wahlfälschungen gegeben. Sein Ministerium habe keine Wahlfälschungen in einem Ausmaß finden können, dass diese zu einem anderen Wahlausgang geführt hätten. Trump ließ daraufhin offen, ob er an Barr festhalte, und bezeichnete das Justizministerium als Enttäuschung. Barr trat am 14. Dezember 2020 (der Tag, an dem das Electoral College Joe Biden zum 46. US-Präsidenten wählte) mit Wirkung zum 23. Dezember von seinem Amt als Justizminister zurück.
Barr war auch unter den wenigen prominenten Republikanern, die nach der Anklage gegen Donald Trump wegen des Umgangs mit offiziellen Unterlagen im Juni 2023 offen gegen Trump Stellung bezogen.

### Politische Grundposition
Barr vertritt einen sehr konservativen Katholizismus, den er in einem Vortrag am 11. Oktober 2019 an der University of Notre Dame verdeutlichte. Zahlreiche Gegenwartsprobleme hätten ihren Ursprung im militanten Säkularismus und der Entchristlichung des Westens: die Zerstörung der Familie, die vielen unehelichen Kinder, die Selbstmordraten, die Drogentoten etc. Geboten sei dagegen ein Christentum in einer Gesellschaft mit einem radikal freien Markt, in den der Staat mit seinem kollektiven Wohlfahrtsprogramm möglichst wenig eindringe. So entstehe die Verantwortung für das eigene Leben und die eigenen Kinder sowie eine verantwortliche Nächstenliebe ohne staatliche Einmischung. Die politische Macht stehe aber einem Präsidenten zu, der sich gegen den vom Säkularismus beherrschten Kongress durchzusetzen wisse, um den Staat wieder auf ein richtiges Maß zu beschneiden. Eine Nähe besteht zum polnischen Philosophen Ryszard Legutko.

## Werke
- One Damn Thing After Another: Memoirs of an Attorney General. William Morrow, New York 2022, ISBN 978-0-06-315860-3.